# 米塚古墳群

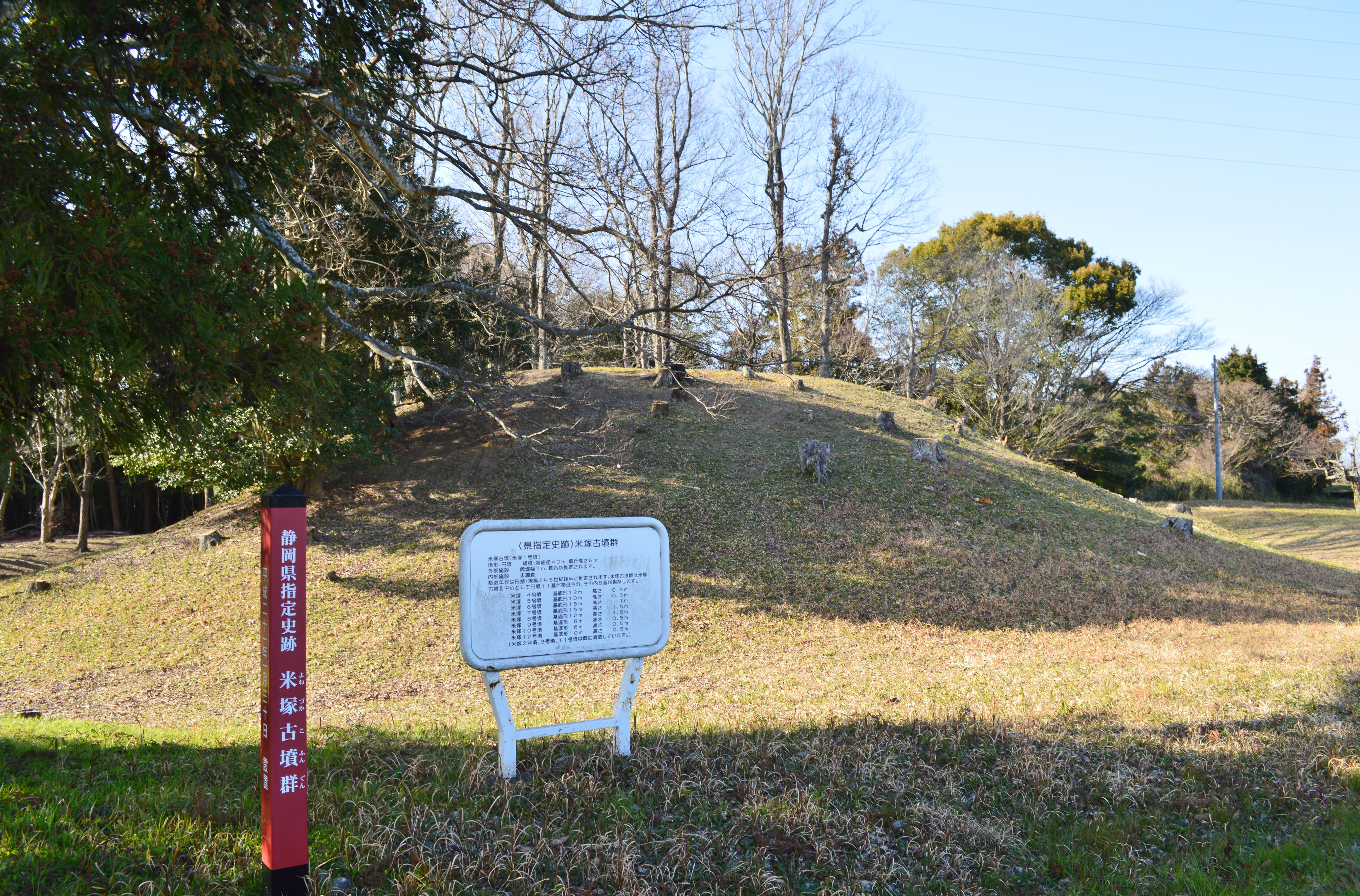
1号墳（米塚古墳） 墳丘

米塚古墳群（よねづかこふんぐん）は、静岡県磐田市寺谷にある古墳群。9基が静岡県指定史跡に指定されている。

## 概要
静岡県西部、天竜川東岸の磐田原台地西縁に営造された古墳群である。円墳12基から構成され、そのうち9基が現存する。これまでに1969年（昭和44年）に2号墳・3号墳（現在はいずれも消滅）の発掘調査が実施されている。
古墳群のうち最大規模の1号墳（米塚古墳）は、直径40メートル・高さ6メートルを測る大型円墳である。墳丘は2段築成。墳丘表面では葺石が葺かれた可能性があるが、埴輪は認められていない。墳丘周囲には幅7メートルの周濠が巡らされる。埋葬施設は未調査のため明らかでない。築造時期は古墳時代中期の5世紀後半頃と推定される。また発掘調査が実施された2号墳・3号墳のうち、3号墳からは玉類・鉄鏃・馬具・須恵器・土師器が検出されている。
9基の古墳域は1979年（昭和49年）に静岡県指定史跡に指定されている。

## 一覧
| 古墳名             | 形状 | 規模      | 備考                        |
| ------------------ | ---- | --------- | --------------------------- |
| 1号墳 （米塚古墳） | 円墳 | 直径40m   |                             |
| 2号墳              | 円墳 | 直径16.5m | 1969年発掘調査 墳丘は非現存 |
| 3号墳              | 円墳 | 直径20m   | 1969年発掘調査 墳丘は非現存 |
| 4号墳              | 円墳 | 直径12m   |                             |
| 5号墳              | 円墳 | 直径10m   |                             |
| 6号墳              | 円墳 | 直径15m   |                             |
| 7号墳              | 円墳 | 直径15m   |                             |
| 8号墳              | 円墳 | 直径12m   |                             |
| 9号墳              | 円墳 | 直径8m    |                             |
| 10号墳             | 円墳 | 直径6m    |                             |
| 11号墳             |      |           | 墳丘は非現存                |
| 12号墳             | 円墳 | 直径10m   |                             |

## 文化財

### 静岡県指定文化財
- 史跡
  - 米塚古墳群 - 現存9基。1979年（昭和49年）4月18日指定[1]。